# Fabián Alberto Vázquez
Fabián Alberto "Indio" Vázquez (Buenos Aires, 11 de març de 1965) és un exfutbolista argentí, que ocupava la posició de migcampista.

## Trajectòria
Va passar gairebé tota la seua carrera esportiva a les files del Vélez Sarsfield, amb qui jugaria en dos períodes diferents: entre 1983 i 1990, i entre 1992 i 1993. Al mig, va romandre dues temporades a la primera divisió espanyola per militar al Cadis CF.
El 1993 també hi va formar part de l'argentí Gimnásia y Esgrima de La Plata i del xilè Universidad Católica.